# 1845 Helewalda
1845 Helewalda eller 1972 UC är en asteroid i huvudbältet som upptäcktes den 30 oktober 1972 av den Schweiziska astronomen Paul Wild vid Observatorium Zimmerwald. Den har fått sitt namn efter Helen Gachnang.
Asteroiden har en diameter på ungefär 19 kilometer och den tillhör asteroidgruppen Eos.